# Олизаровский, Томаш Август
Томаш Август Олизаровский (пол. Tomasz August Olizarowski; 1811 или 1814, с. Войславичи, Австрийская империя (ныне в Сокальской общине Львовской области Украины) — 3 мая 1879, Иври-сюр-Сен, Франция) — польский писатель, поэт и драматург, представитель, так называемой, украинской школы в польской литературе.

## Биография
Обучался в Кременецком лицее. Участник польского восстания 1830—1831 годов. После подавления восстания до 1836 года жил в Галиции. В 1836 году за участие в восстании был арестован австрийскими властями и заключён в тюрьму, позже депортирован.
С 1836 года — в эмиграции в Лондоне, Париже, близ Познани, в Бельгии, участвовал в политической жизни польской эмиграции.
С 1864 года — в приюте г. Иври-сюр-Сен близ Парижа.

## Творчество
Автор лирических стихов, поэм и более 40 драматических произведений. Сборники его произведений вышли в свет под заглавием «Poezje T. A. O.» (Краков, 1836), «Egzercycje poetyckie» (Львов, 1839), «Woskresenki» (Париж, 1846), «Dzieła» (Бреславль, 1852).

## Избранные произведения
- Woskresenki (1846)
- Wincenty z Szamotuł (после 1846)
- Dziewice z Erinu (1849)
- Wincenty z Szamotuł (Познань, 1850, драма)
- Rognieda (1857)
- Dziewice Erinu (Париж, 1857; драма из истории эмиграции)
- Bruno
- Zawerucha
- Rada w Chęcinach (Париж, 1861; драматическая картина из времен Владислава Локотка).

Украинской теме посвящены его поэмы «Zawerucha» («Завирюха. Украинская повесть» (1836)), «Топор-гора. Волынская повесть по местным легендам» (1852). Древнерусской теме посвящены драмы «Rognieda» («Рогнеда», 1857), «Месть Рогнеды» (1874). Рецензии к нескольким произведения поэта написал Циприан Камиль Норвид.
Похоронен в г. Монморанси близ Парижа.